# 그라츠 AK
그라츠 AK(Grazer AK 그라처 AK[*])는 슈타이어마르크주 그라츠를 연고로 하는 오스트리아의 축구 클럽이다. 1902년 8월 18일에 창단하였다.

## 성적
- 오스트리아 분데스리가
  - 우승 1회 (2004)
  - 준우승 2회 (2003, 2005)
- 오스트리아 컵
  - 우승 4회 (1981, 2000, 2002, 2004)
  - 준우승 2회 (1962, 1968)
- 오스트리아 슈퍼컵
  - 우승 2회 (2000, 2002)
  - 준우승 1회 (2004)

## 선수 명단

### 현역
참고: FIFA 자격 규정에 따라 소속된 국가대표팀 국기를 표시합니다. 선수는 복수의 FIFA 비회원국 국적을 가지고 있을 수 있습니다.
| 번호 | 포지션 | 국적       | 이름              |
| ---- | ------ | ---------- | ----------------- |
| 3    | DF     | 크로아티아 | 안토니오 티크비치 |
| 11   | MF     | 슬로베니아 | 티오 치포트       |
| 13   | MF     |            | 마르코 패르츠톨트 |
| 14   | DF     |            | 제이컵 이탈리아노 |

| 번호 | 포지션 | 국적 | 이름 |
| ---- | ------ | ---- | ---- |

## 역대 감독
| 감독                | 임기        |
| ------------------- | ----------- |
| 륩코 페트로비치     | 1996        |
| 클라우스 아우겐탈러 | 1997 ~ 2000 |
| 알레시 체흐         | 2011 ~ 2012 |